# Tjuråsen
Tjuråsen är ett naturreservat i Hällefors och Nora kommuner i Örebro län.
Området är naturskyddat sedan 2007 och är 466 hektar stort. Reservatet består av mager tallskog på höjderna och granskog längre ner samt mindre våtmarker vid stranden till Malmbergssjön.